# Taylor Griffin
Taylor Griffin (Oklahoma City, 18 de abril de 1986) é um jogador norte-americano de basquete profissional que atuou na  National Basketball Association (NBA). Foi o número 48 do Draft de 2009.